# Gabuh bin Piging
Gabuh Bin Piging (ur. 11 stycznia 1932 w Tinompok, Malezja, zm. 31 sierpnia 2010 w Tambunan, Malezja) – lekkoatleta z Borneo Północnego, uczestnik LIO 1956 oraz jedyny w historii chorąży reprezentacji Borneo Północnego.
Na igrzyskach startował w trójskoku; z wynikiem 14,55 m zajął 24. miejsce (nie awansował do finału).